# قبعة مسطحة
نادي أتلتيك بلونتار : ( أتلتيك بلونتار ) ، المختصر في CAP أو المعروف ببساطة بإسم فريق #الدئاب ، هو نادي #جزائري لكرة القدم مقره في #وهران بحي الشعبي #بلونتار .
تأسس النادي عام 1936 _ 24 ماي من مجموعة الكشافة الإسلامية من رجلين يدعى اسمهم : بن شاعة حاج الطاهر و بومدين بوزيد : عرف مشروع إنشاء النادي عراقيل كبيرة بسبب القوانين الصارمة للمستعمر #الفرنسي الذي يقيد النشاطات الرياضية للسكان المسلمين و تسببت هذه العراقيل إلى تبخر حلم إنشاء فريق إسلامي في منطقة غرب شمال #وهران لون الفريق الأخضر و الأبيض " الأخضر يرمز المنطقة معروفة بالزراعة و الأبيض يرمز إلى السلام .
التاريخ
هذا الفريق لعب في عدة أقسام لعب في الدرجة الثانية و سقطة إلى القسم الثالث 4 سنوات لم يصعد الأسباب نقص التمويل لنادي في فترة الإستعمار .
تطور النادي عدة مرات في الدرجة الثانية ، ولكن لم يصعد إلى الدرجة الأولى .
بعد استقلال #الجزائر ، إنضم Club Athlétique Planteurs إلى البطولة الوطنية في معيار الشرف 1962-1963 ، في 7 أكتوبر 1962 ، نظمت البطولة على شكل 7 مجموعات من 10 أندية لكل منها . يبدأ Club Athletico Planters في المجموعة الثالثة من الغرب ، ثم يتطور إلى قسم الشرف سنة 1963-1964 بعد .
يلعب حاليا في قسم الشرف وهران D6 .
تاريخ النادي في كأس الجزائر .
1963-1964: شباب عين الترك 2-1 أتلتيك بلونتار (الجولة الثانية والثلاثون).
1964-1965: ترجي مستغانم 4-2 #أتليتيك_بلونتار (دور 16) .
2004-2005 : أمل مروانة 0-0 #أتليتيك_بلونتار s (الجولة الثانية والثلاثون).
لاعبين سابقين
بن دحو عبد القادر _ بودية عامر _ بومدين بوزيد _ بن شاعة محمد _ زغلول مختار .
هذه الأسماء مدكورة فقط .